# Estación Monte Patria
Monte Patria fue una estación ferroviaria correspondiente al Longitudinal Norte ubicada en la comuna homónima de Monte Patria, en la Región de Coquimbo, Chile. Era originalmente parte del ramal Paloma-Juntas, sin embargo, esta estación fue integrada al Longitudinal Norte debido a la recolocación del trazado de la vía. Actualmente la estación no presta servicios.

## Historia
Con la construcción de la Estación Paloma en 1911, en 1912 se procede a la construcción del ramal Paloma-Juntas que se dirigía hacia el este, por el costado del río Guatulame; este ramal es finalizado en 1915. Con el cierre del ramal a Juntas, la estación Monte Patria también fue cerrada.
La construcción del embalse La Paloma durante la década de 1960 y la posterior inundación del valle generó que el trazado fuera trasladada hacia el oriente, suprimiendo la sección original del ferrocarril y construyendo una nueva sección de vía que bordeó el embalse y empalmándose con la estación de Monte Patria. Para 1958 la estación aun no era incorporada a la red, sin embargo al año siguiente, con el inicio de la construcción del embalse La Paloma y el cambio de trazado hacia el oriente, la estación fue incorporada al trazado del Longitudinal Norte; en mapas de 1960 la estación ya aparece como parte de dicha red y fue establecida oficialmente mediante decreto del 11 de julio de 1967.
La estación fue suprimida mediante decreto del 28 de julio de 1978. El edificio de la estación, construido con material sólido, se mantiene en buenas condiciones; aun se encuentra el cartel con el nombre de la estación. La estación posee dos desvíos locales y una vía principal.